# Ernst Ludwig I. (Sachsen-Meiningen)
Ernst Ludwig I. von Sachsen-Meiningen (* 7. Oktober 1672 in Gotha; † 24. November 1724 in Meiningen) aus der ernestinischen Linie der Wettiner, war von 1706 bis 1724 Herzog von Herzogtum Sachsen-Meiningen.

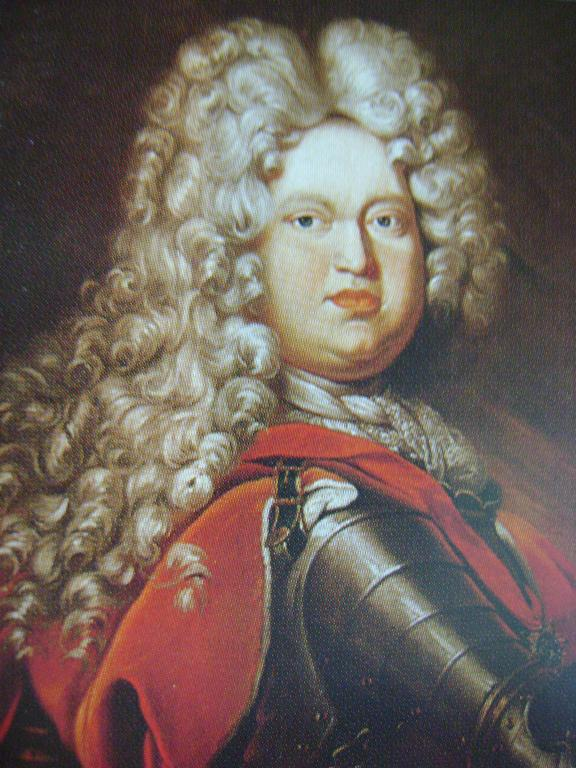
Herzog Ernst Ludwig I. von Sachsen-Meiningen

## Leben
Ernst Ludwig war der älteste Sohn des Herzogs Bernhard I. von Sachsen-Meiningen (1649–1706) aus dessen erster Ehe mit Maria Hedwig (1647–1680), Tochter des Landgrafen Georg II. von Hessen-Darmstadt. Damit entstammte er dem Haus Sachsen-Meiningen. Der Prinz, auf Schloss Friedenstein geboren, wurde sehr gründlich ausgebildet und galt als der erklärte Liebling seiner Stiefmutter Elisabeth Eleonore. Schon früh den Künsten, namentlich der Poesie und der Musik, zugewandt, studierte Ernst Ludwig an der Ritterakademie Rudolph-Antoniana in Wolfenbüttel.
Im Jahr 1689 trat er in den Militärdienst ein und wurde zum Inhaber dreier Regimenter. Er kämpfte 1695 im Großen Türkenkrieg unter Ludwig Wilhelm von Baden-Baden („Türkenlouis“) und war im Spanischen Erbfolgekrieg maßgeblich an der Eroberung der Festung Landau (1702) beteiligt. Dies war der Anlass für die Stiftung des Ordens der Treue, des ersten Hausordens von Sachsen-Meiningen. Er wurde schließlich Generalfeldzeugmeister der kaiserlichen und der kurpfälzischen Armee.
Ernst Ludwig I. regierte nach dem Tode seines Vaters 1706 zusammen mit seinem Bruder Friedrich Wilhelm und seinem Halbbruder Anton Ulrich, da Bernhard I. in seinem Testament zwar die Unteilbarkeit des Landes, aber auch die gemeinschaftliche Regierung seiner Söhne festgelegt hatte.
Als Ältester der Brüder strebte Ernst Ludwig, entgegen dem väterlichen Testament, nach Alleinherrschaft für sich und seine Nachkommen. Unmittelbar nach dem Tod des Vaters erreichte Ernst Ludwig in einem Vertrag auch, dass ihm seine Brüder die Regierung überließen, was zu einem Bruch mit seinem Halbbruder Anton Ulrich führte. Die Einführung der Primogenitur scheiterte allerdings, weshalb seine Brüder nach Ernst Ludwigs Tod wieder in Vormundschaft für seine Söhne regierten. Das Land erlebte auf Grund der anhaltenden Zwistigkeiten innerhalb der Fürstenfamilie einen Niedergang.
Ernst Ludwig war als Herzog in zahlreiche militärische Konflikte verwickelt, die darauf abzielten, seinen Herrschaftsbereich um das Erbe seiner Onkel Albrecht (Sachsen-Coburg), Christian (Sachsen-Eisenberg) und Heinrich (Sachsen-Römhild) zu vergrößern. Nur von letzterem bekam er 1714 in der kaiserlichen Schlichtung des „Coburg-Eisenberg-Römhilder Erbstreits“ einen Teil.
Die sich schon unter seinem Vater abzeichnende Verschuldung des Landes verstärkte sich unter Ernst Ludwigs Regierung weiter. Innenpolitische Reformversuche blieben oberflächlich und meist wirkungslos. Der Herzog, der zu einer fast übertriebenen Frömmigkeit neigte, widmete sich erfolgreich religiösen Fragen und der Förderung des kirchlichen Lebens. Schon als 17-Jähriger hatte er eine Sammlung deutscher und französischer Lieder angelegt. Später dichtete und komponierte er Kirchenlieder.
Für die Trauermusik zu seinem Begräbnis im November 1724 hatte er selbst den Text verfasst. Die Musik komponierte Hofkapellmeister Johann Ludwig Bach; sie gilt als das ambitionierteste seiner erhaltenen Werke.

## Nachkommen
Ernst Ludwig I. war zweimal verheiratet. Zuerst (seit 1704) mit Dorothea Maria (1674–1713), Tochter des Herzog Friedrich I. von Sachsen-Gotha, mit der er folgende Kinder hatte:
- Joseph Bernhard (1706–1724)
- Friedrich August (*/† 1707)
- Ernst Ludwig II. (1709–1729), Herzog von Sachsen-Meiningen
- Luise Dorothea (1710–1767)

⚭ 1729 Herzog Friedrich III. von Sachsen-Gotha-Altenburg (1699–1772)
- Karl Friedrich (1712–1743), Herzog von Sachsen-Meiningen

In zweiter Ehe heiratete er 1714 Elisabeth Sophie (1674–1748), Tochter des Kurfürsten Friedrich Wilhelm von Brandenburg. Diese Ehe blieb kinderlos.